# Hotel Supramonte (arrampicata)
Hotel Supramonte è una via lunga di arrampicata sportiva situata nella Gola di Gorropu in Sardegna aperta da Rolando Larcher e Roberto Vigiani nel maggio 1999.
Si tratta di una delle vie lunghe d'arrampicata sportiva più famose al mondo.

## La via
È stata aperta dal basso in 5 giorni, con bivacco nella nicchia soprannominata "Hotel Supramonte". La via è costantemente strapiombante nelle prime sei lunghezze e i tiri più difficili consistono in un 8a+ e due 8b. La prima salita in libera è stata effettuata da Pietro Dal Prà nel 2000, la prima femminile da Martina Cufar nel 2006, e la prima a-vista da Adam Ondra nel 2008, ancora quindicenne.

## Salite
- Stefan Glowacz - 23 marzo 2000 - Non in libera[2]
- Pietro Dal Prà - 3 novembre 2000 - Prima salita in libera[3]
- Severino Scassa - 3 maggio 2001 - Non in libera[4]
- Beat Kammerlander - 2001[5]
- Yann Ghesquiers - 2001 - Salita in 6 ore e mezza
- Mauro Bole - aprile 2002[6]
- Marko Lukic e Martina Cufar - 28 settembre 2004 - Prima salita femminile[7]
- Philippe Mussatto - 28 aprile 2005
- Steve McClure - 1º maggio 2005[8]
- Rolando Larcher - 31 maggio 2005[9]
- Guido Cortese - 10 ottobre 2005[10]
- Mario Prinoth - 7 maggio 2007
- Christian Bindhammer - giugno 2007[11]
- Adam Ondra - 18 ottobre 2008 - Prima salita a vista[12]
- Cédric Lachat e Nina Caprez - 2010[13]
- Luca Gatti e Mario Cavagnini - ottobre 2010[14]
- Barbara Zangerl - 2011[15]
- Silvio Reffo - 2016[16]
- Valter de Lucia e Aleksandra Taistra - 8 Maggio 2019 - Non in libera.
- Gabriele Gorobey e Andrea Polo - 30 aprile 2022
- Davide Gyppaz 4 e 5 novembre 2022
- Federica Mingolla - 16 Maggio 2023